# Брандес, Фридрих
Фридрих Брандес (нем. Friedrich Brandes; 18 ноября 1864, Ашерслебен — 20 ноября 1940, Дрезден) — немецкий хоровой дирижёр, музыкальный педагог и музыкальный критик.

## Биография
Окончил гимназию в Кётене, затем изучал германистику и философию в Халле и Берлине. В 1886—1891 гг. учился в Лейпцигском университете у Германа Кречмара и Филиппа Шпитты, пел в Лейпцигском университетском хоре (нем. Leipziger Universitäts-Sängerschaft).
С 1898 г. дирижировал Дрезденским певческим обществом. В 1908—1930 гг. руководитель музыкальных программ (университетсмузикдиректор) Лейпцигского университета, возглавлял также Лейпцигский университетский хор. Одновременно в 1911—1921 гг. редактировал «Новую музыкальную газету». Как музыкальный критик получил известность резкими негативными отзывами о музыке Рихарда Штрауса, Макса Регера, Густава Малера.
Автор сочинений для мужского хора, фортепианных пьес.